# Olympische Sommerspiele 1956/Leichtathletik – Speerwurf (Frauen)
Der Speerwurf der Frauen bei den Olympischen Spielen 1956 in Melbourne wurde am 28. November 1956 im Melbourne Cricket Ground ausgetragen. Neunzehn Athletinnen nahmen teil. 
Olympiasiegerin wurde Inese Jaunzeme aus der Sowjetunion. Sie siegte vor der Chilenin Marlene Ahrens und Nadeschda Konjajewa, einer weiteren sowjetischen Werferin.
Athletinnen aus der Schweiz und Österreich waren nicht am Start. Zwei deutsche Speerwerferinnen nahmen teil, die sich beide für das Finale qualifizieren konnten. Erika Raue, spätere Erika Vötzsch, belegte Platz zehn, Almut Brömmel kam auf Rang dreizehn.

## Rekorde

### Bestehende Rekorde

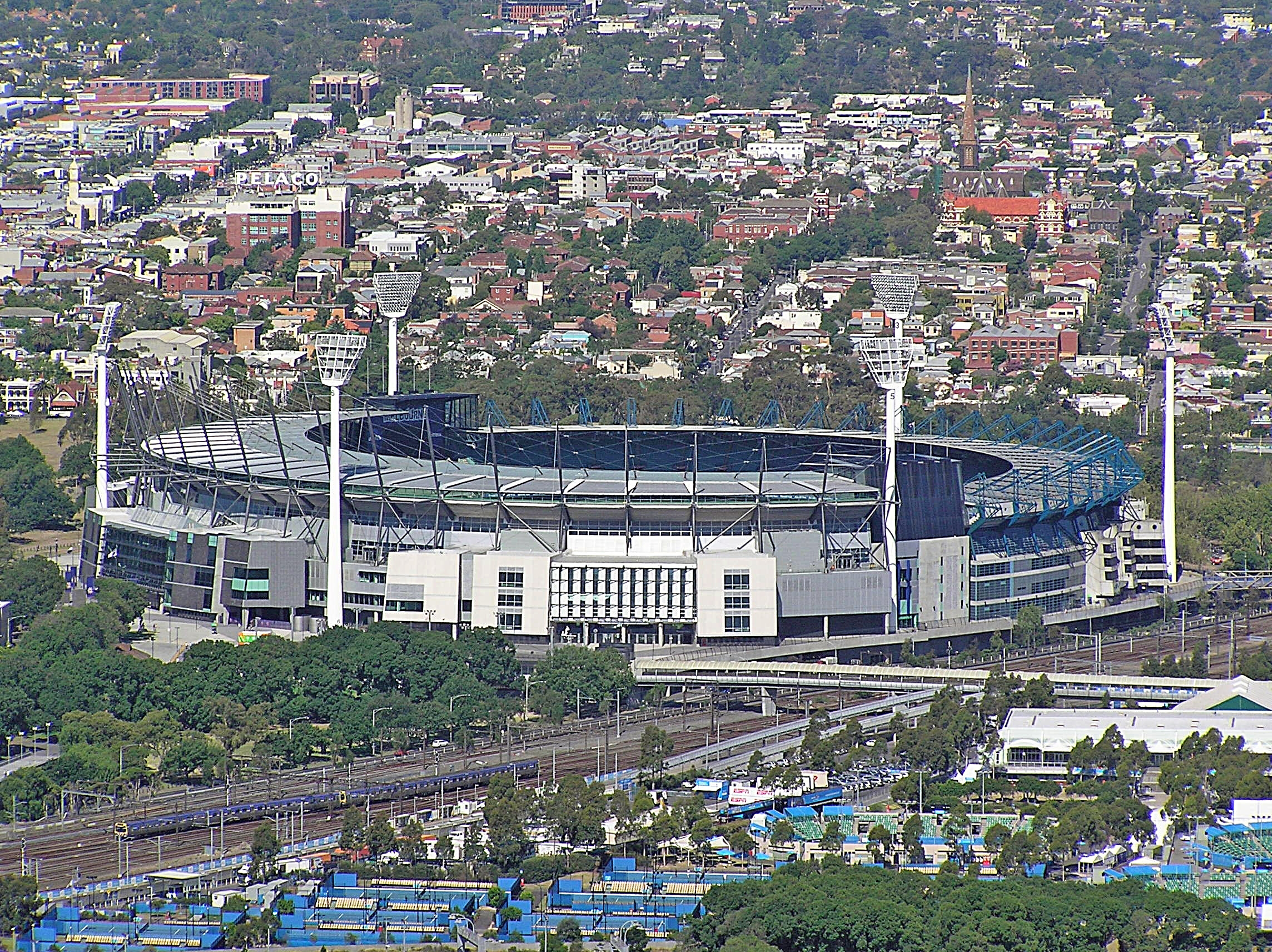
Melbourne Cricket Ground, Olympiastadion (hier im Jahr 2008)

| Weltrekord         | 55,48 m | Nadeschda Konjajewa ( Sowjetunion) | Kiew, Sowjetunion (heute Ukraine) | 6. August 1954 |
| Olympischer Rekord | 50,47 m | Dana Zátopková ( Tschechoslowakei) | Finale OS Helsinki, Finnland      | 24. Juli 1952  |

### Rekordverbesserungen
Die sowjetische Olympiasiegerin Inese Jaunzeme verbesserte den bestehenden olympischen Rekord im Finale am 28. November dreimal:
- 51,63 m – erster Durchgang
- 53,40 m – vierter Durchgang
- 53,86 m – sechster Durchgang

## Durchführung des Wettbewerbs
Neunzehn Athletinnen traten am 28. November zu einer Qualifikationsrunde an. Die geforderte Qualifikationsweite von 43,00 m wurde von vierzehn Wettbewerberinnen – hellblau unterlegt – übertroffen. Alle qualifizierten Teilnehmerinnen bestritten am Nachmittag desselben Tages das Finale. Die in der Qualifikationsrunde erzielten Resultate wurden für den weiteren Wettkampfverlauf nicht mitgewertet. Im Finale standen jeder Athletin zunächst drei Versuche zu. Die besten sechs Finalistinnen konnten dann weitere drei Versuche machen.

## Zeitplan
28. November, 10.00 Uhr: Qualifikation

28. November, 15.30 Uhr: Finale
Anmerkung: Alle Zeiten sind als Ortszeit von Melbourne angegeben. (UTC + 10)

## Legende
Kurze Übersicht zur Bedeutung der Symbolik – so üblicherweise auch in sonstigen Veröffentlichungen verwendet:
| – | verzichtet |
| x | ungültig   |

## Qualifikation
Datum: 28. November 1956, 10:00 Uhr
| Platz | Name                | Nation           | 1. Versuch | 2. Versuch | 3. Versuch | Resultat |
| ----- | ------------------- | ---------------- | ---------- | ---------- | ---------- | -------- |
| 1     | Karen Anderson      | USA              | 49,64 m    | –          | –          | 49,64 m  |
| 2     | Urszula Figwer      | Polen            | 47,76 m    | –          | –          | 47,76 m  |
| 3     | Nadeschda Konjajewa | Sowjetunion      | 47,19 m    | –          | –          | 47,19 m  |
| 4     | Dana Zátopková      | Tschechoslowakei | 47,05 m    | –          | –          | 47,05 m  |
| 5     | Marlene Ahrens      | Chile            | 46,43 m    | –          | –          | 46,43 m  |
| 6     | Inese Jaunzeme      | Sowjetunion      | 46,19 m    | –          | –          | 46,19 m  |
| 7     | Marjorie Larney     | USA              | 39,04 m    | 36,89 m    | 45,80 m    | 45,80 m  |
| 8     | Yoriko Shida        | Japan            | 38,50 m    | 45,37 m    | –          | 45,37 m  |
| 9     | Erzsébet Vígh       | Ungarn           | 44,60 m    | –          | –          | 44,60 m  |
| 10    | Almut Brömmel       | Deutschland      | 44,55 m    | –          | –          | 44,55 m  |
| 11    | Amelia Wershoven    | USA              | 44,39 m    | –          | –          | 44,39 m  |
| 12    | Anna Wojtaszek      | Polen            | 44,08 m    | –          | –          | 44,08 m  |
| 13    | Erika Raue          | Deutschland      | 43,85 m    | 54,89 m    | –          | 43,85 m  |
| 14    | Ingrid Almqvist     | Schweden         | 43,47 m    | –          | –          | 43,47 m  |
| 15    | Paola Paternoster   | Italien          | 39,69 m    | 42,68 m    | 41,25 m    | 42,68 m  |
| 16    | Margaret George     | Kanada           | 33,56 m    | 36,62 m    | 39,72 m    | 39,72 m  |
| 17    | Maureen Wright      | Australien       | 36,75 m    | 38,81 m    | 36,91 m    | 38,81 m  |
| 18    | Heather Innes       | Australien       | 38,72 m    | 35,57 m    | x          | 38,72 m  |
| 19    | June Heath          | Australien       | 35,76 m    | 38,10 m    | x          | 38,10 m  |

## Finale
Datum: 28. November 1956, 15:30 Uhr
| Platz | Name                | Nation           | 1. Versuch | 2. Versuch | 3. Versuch | 4. Versuch                                   | 5. Versuch                                   | 6. Versuch                                   | Endresultat | Anmerkung |
| ----- | ------------------- | ---------------- | ---------- | ---------- | ---------- | -------------------------------------------- | -------------------------------------------- | -------------------------------------------- | ----------- | --------- |
| 1     | Inese Jaunzeme      | Sowjetunion      | 51,63 m OR | 46,62 m    | 50,46 m    | 53,40 m OR                                   | 49,08 m                                      | 53,86 m OR                                   | 53,86 m     | OR        |
| 2     | Marlene Ahrens      | Chile            | 47,47 m    | 49,36 m    | 44,68 m    | 46,30 m                                      | 50,38 m                                      | 39,31 m                                      | 50,38 m     |           |
| 3     | Nadeschda Konjajewa | Sowjetunion      | 49,48 m    | 50,28 m    | 46,24 m    | 47,39 m                                      | 44,51 m                                      | 44,40 m                                      | 50,28 m     |           |
| 4     | Dana Zátopková      | Tschechoslowakei | 43,52 m    | 49,83 m    | 47,07 m    | 47,59 m                                      | 49,81 m                                      | 41,59 m                                      | 49,83 m     |           |
| 5     | Ingrid Almqvist     | Schweden         | 49,74 m    | 43,58 m    | 45,06 m    | 48,24 m                                      | 43,06 m                                      | 41,17 m                                      | 49,74 m     |           |
| 6     | Urszula Figwer      | Polen            | 44,28 m    | 48,16 m    | 42,54 m    | 42,81 m                                      | 43,02 m                                      | 45,64 m                                      | 48,16 m     |           |
|       |                     |                  |            |            |            |                                              |                                              |                                              |             |           |
| 7     | Erzsébet Vígh       | Ungarn           | 46,69 m    | 48,07 m    | 47,38 m    | nicht im Finale der besten sechs Werferinnen | nicht im Finale der besten sechs Werferinnen | nicht im Finale der besten sechs Werferinnen | 48,07 m     |           |
| 8     | Karen Anderson      | USA              | 47,28 m    | 48,00 m    | 41,76 m    | nicht im Finale der besten sechs Werferinnen | nicht im Finale der besten sechs Werferinnen | nicht im Finale der besten sechs Werferinnen | 48,00 m     |           |
| 9     | Anna Wojtaszek      | Polen            | 46,92 m    | 46,27 m    | 45,36 m    | nicht im Finale der besten sechs Werferinnen | nicht im Finale der besten sechs Werferinnen | nicht im Finale der besten sechs Werferinnen | 46,92 m     |           |
| 10    | Erika Raue          | Deutschland      | 43,27 m    | x          | 45,87 m    | nicht im Finale der besten sechs Werferinnen | nicht im Finale der besten sechs Werferinnen | nicht im Finale der besten sechs Werferinnen | 45,87 m     |           |
| 11    | Marjorie Larney     | USA              | 41,44 m    | 45,27 m    | 42,09 m    | nicht im Finale der besten sechs Werferinnen | nicht im Finale der besten sechs Werferinnen | nicht im Finale der besten sechs Werferinnen | 45,27 m     |           |
| 12    | Yoriko Shida        | Japan            | 44,96 m    | 43,34 m    | 37,20 m    | nicht im Finale der besten sechs Werferinnen | nicht im Finale der besten sechs Werferinnen | nicht im Finale der besten sechs Werferinnen | 44,96 m     |           |
| 13    | Almut Brömmel       | Deutschland      | 40,72 m    | 42,37 m    | 44,67 m    | nicht im Finale der besten sechs Werferinnen | nicht im Finale der besten sechs Werferinnen | nicht im Finale der besten sechs Werferinnen | 44,67 m     |           |
| 14    | Amelia Wershoven    | USA              | 44,29 m    | 40,45 m    | 32,59 m    | nicht im Finale der besten sechs Werferinnen | nicht im Finale der besten sechs Werferinnen | nicht im Finale der besten sechs Werferinnen | 44,29 m     |           |

Die Weltrekordlerin und Dritte der Europameisterschaften 1954 Nadeschda Konjajewa war leicht favorisiert. Doch es ging eng zu in der Speerwurf-Weltspitze. Medaillenkandidatin war eindeutig ebenfalls die Olympiasiegerin von 1952 und Europameisterin von 1954 Dana Zátopková. Auch Almut Brömmel, die 1956 sowohl Konjajewa als auch Zátopková bereits hatte besiegen können, zählte zum erweiterten Favoritenkreis.
Doch Brömmel warf weit unter Form und wurde schließlich Dreizehnte. Auch Konjajewa konnte nicht ganz überzeugen, gewann jedoch immerhin die Bronzemedaille. Zweite wurde völlig überraschend die Chilenin Marlene Ahrens, die bislang international kaum in Erscheinung getreten war. Inese Jaunzeme, Dritte der Sowjetmeisterschaften, ging gleich mit neuem Olympiarekord im ersten Versuch in Führung. Den Rekord verbesserte sie mit ihren Würfen vier und sechs noch weiter. Sie beherrschte diese Konkurrenz dermaßen, dass jede ihrer vier besten Weiten für die Goldmedaille gereicht hätte. Dana Zátopková belegte Platz vier.
Marlene Ahrens gewann die erste olympische Medaille einer chilenischen Frau.

Die Polin Anna Wojtaszek, hier als Neunte platziert, startete 1960 und 1964 unter dem Namen Anna Bocson für Australien.

Dreimal konnte Olympiasiegerin Inese Jaunzeme den Olympiarekord verbessern
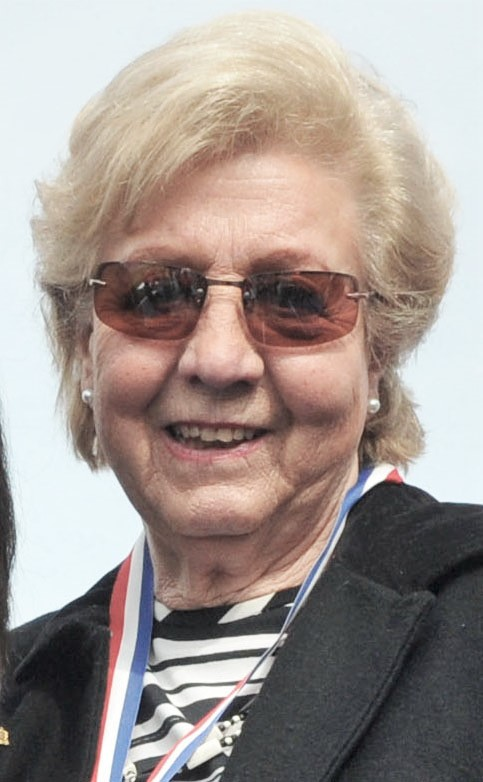
Silbermedaillengewinnerin Marlene Ahrens (hier im Jahr 2013)
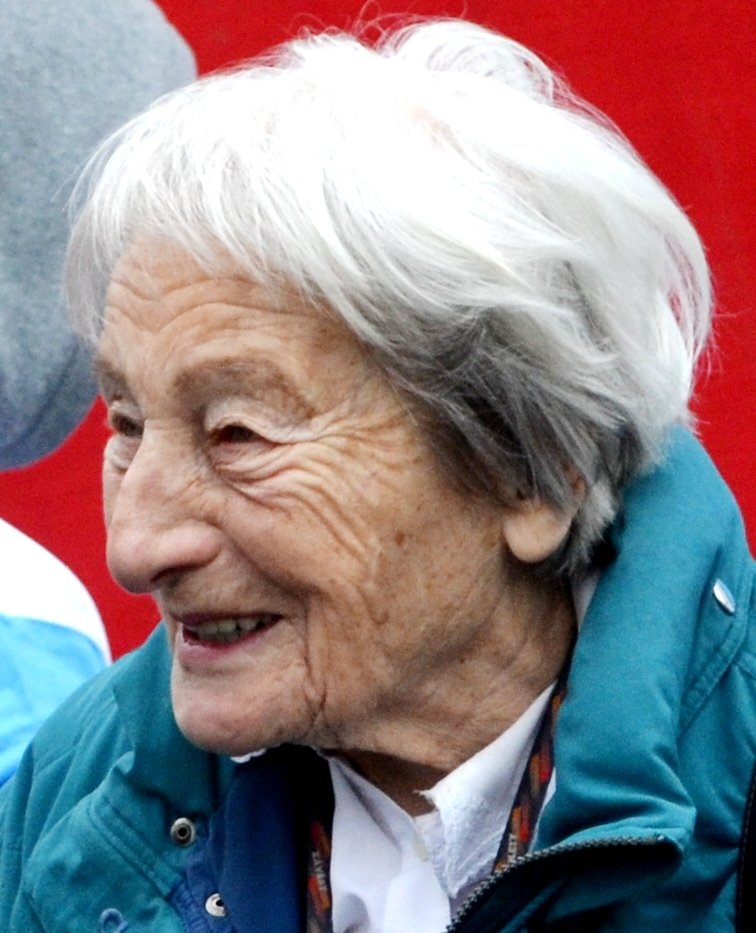
Dana Zátopková (hier im Jahr 2014), 1952 Olympiasiegerin und 1960 Olympiazweite, belegte Rang vier
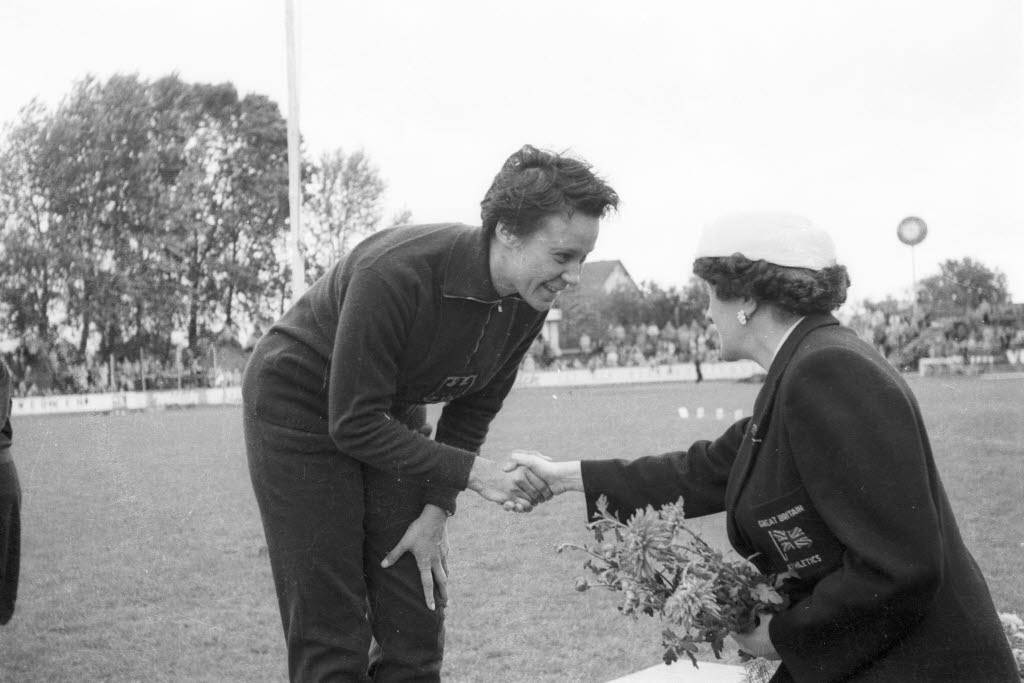
Rang dreizehn für Almut Brömmel  (hier auf dem Podest bei einer Siegerehrung 1957)

## Video
- Melbourne 1956 Official Olympic Film - Part 4 | Olympic History, Bereich: 1:48 min bis 2:20 min, youtube.com, abgerufen am 20. August 2021